# Erythroxylaceae
Famille
Classification APG III (2009)
Les Erythroxylaceae (les Érythroxylacées) sont une famille de plantes à fleurs dicotylédones de l'ordre des Malpighiales comprenant environ 250 espèces réparties en 4 genres.
Ce sont des arbres ou des arbustes des régions subtropicales à tropicales.
Dans cette famille, on peut citer les cocaïers (Erythroxylum coca Lam. et Erythroxylum novogranatense (Morris) Hieron), arbustes originaire d'Amérique du Sud, dont les feuilles sont traditionnellement mastiquées par les populations locales depuis plusieurs millénaires et qui depuis le milieu du XIXe siècle font l'objet de cultures clandestines à grande échelle pour la production illicite de cocaïne.

## Étymologie
Le nom vient du genre type Erythroxylum dérivé du grec ερυθρός / erythros, rouge, et ξύλων / xylon, bois.

## Classification
La classification phylogénétique place maintenant cette famille dans l'ordre des Malpighiales.

## Liste des genres
Selon Angiosperm Phylogeny Website (23 mai 2010), NCBI (23 mai 2010) et DELTA Angio (23 mai 2010) :
- genre Aneulophus (es) Benth.
- genre Erythroxylum P.Browne
- genre Nectaropetalum (es) Engl.
- genre Pinacopodium (es) Exell & Mendonca

Selon ITIS (23 mai 2010) :
- genre Erythroxylum P. Br.

## Liste des espèces
Selon NCBI (23 mai 2010) :
- genre Aneulophus
  - Aneulophus africanus
- genre Erythroxylum
  - Erythroxylum amplifolium
  - Erythroxylum argentinum
  - Erythroxylum coca
  - Erythroxylum confusum
  - Erythroxylum macrophyllum
  - Erythroxylum monogynum
  - Erythroxylum novocaledonicum
  - Erythroxylum panamense
  - Erythroxylum sp. 'Cholmondely Creek'
- genre Nectaropetalum
  - Nectaropetalum kaessneri
  - Nectaropetalum zuluense
- genre Pinacopodium
  - Pinacopodium congolense

Liste des espèces surveillées par UICN (7 août 2010) :
- Erythroxylum acranthum (statut : vulnérable)
- Erythroxylum echinodendron (statut : éteint dans la nature)
- Erythroxylum incrassatum (statut : vulnérable)
- Erythroxylum jamaicense (statut : vulnérable)
- Erythroxylum kochummenii (statut : vulnérable)
- Erythroxylum obtusifolium (statut : vulnérable)
- Erythroxylum pacificum (statut : vulnérable)
- Erythroxylum ruizii (statut : vulnérable)
- Erythroxylum sechellarum (statut : vulnérable)
- Erythroxylum socotranum (statut : en danger)

Voir aussi :
- Erythroxylum catuaba